# Gimnastyka na Letnich Igrzyskach Olimpijskich 1896 – skok przez konia

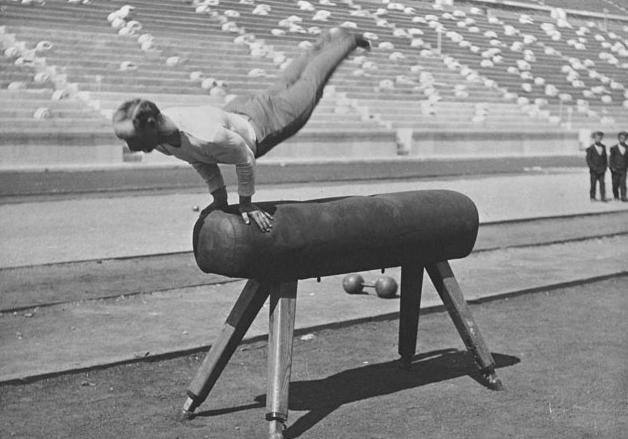
Złoty medalista Carl Schuhmann podczas wykonywania konkurencji.

Skok przez konia to była jedna z ośmiu konkurencji gimnastycznych na Letnich Igrzyskach Olimpijskich 1896 w Atenach. Została rozegrana 9 kwietnia. Wystartowało 15 zawodników z 5 krajów. Wygrał Carl Schuhmann, drugi był Louis Zutter, a trzeci Hermann Weingärtner.

## Wyniki
| lp. | Zawodnik            | Kraj       |
| --- | ------------------- | ---------- |
| 1   | Carl Schuhmann      | Niemcy     |
| 2   | Louis Zutter        | Szwajcaria |
| 3   | Hermann Weingärtner | Niemcy     |
| -   | Conrad Böcker       | Niemcy     |
| -   | Charles Champaud    | Bułgaria   |
| -   | Alfred Flatow       | Niemcy     |
| -   | Gustav Flatow       | Niemcy     |
| -   | Georg Hillmar       | Niemcy     |
| -   | Gyula Kakas         | Węgry      |
| -   | Fritz Manteuffel    | Niemcy     |
| -   | Karl Neukirch       | Niemcy     |
| -   | Richard Röstel      | Niemcy     |
| -   | Gustav Schuft       | Niemcy     |
| -   | Henrik Sjöberg      | Szwecja    |
| -   | Desiderius Wein     | Węgry      |